# Dagen efter
Dagen efter er en dansk kortfilm fra 2009, der er instrueret af Jonas Poher Rasmussen efter manuskript af ham selv og Mette Sø.

## Handling
Andreas får et varsel af en mystisk fremmed om at hans ven Jannik er i fare - mere kan han ikke huske fra byturen i går. Var det måske noget han drømte? Da brikkerne lige så stille falder på plads, går det op for ham, at hvert eneste valg han foretager, bringer ham tættere på katastrofen.